# 奥田頴川

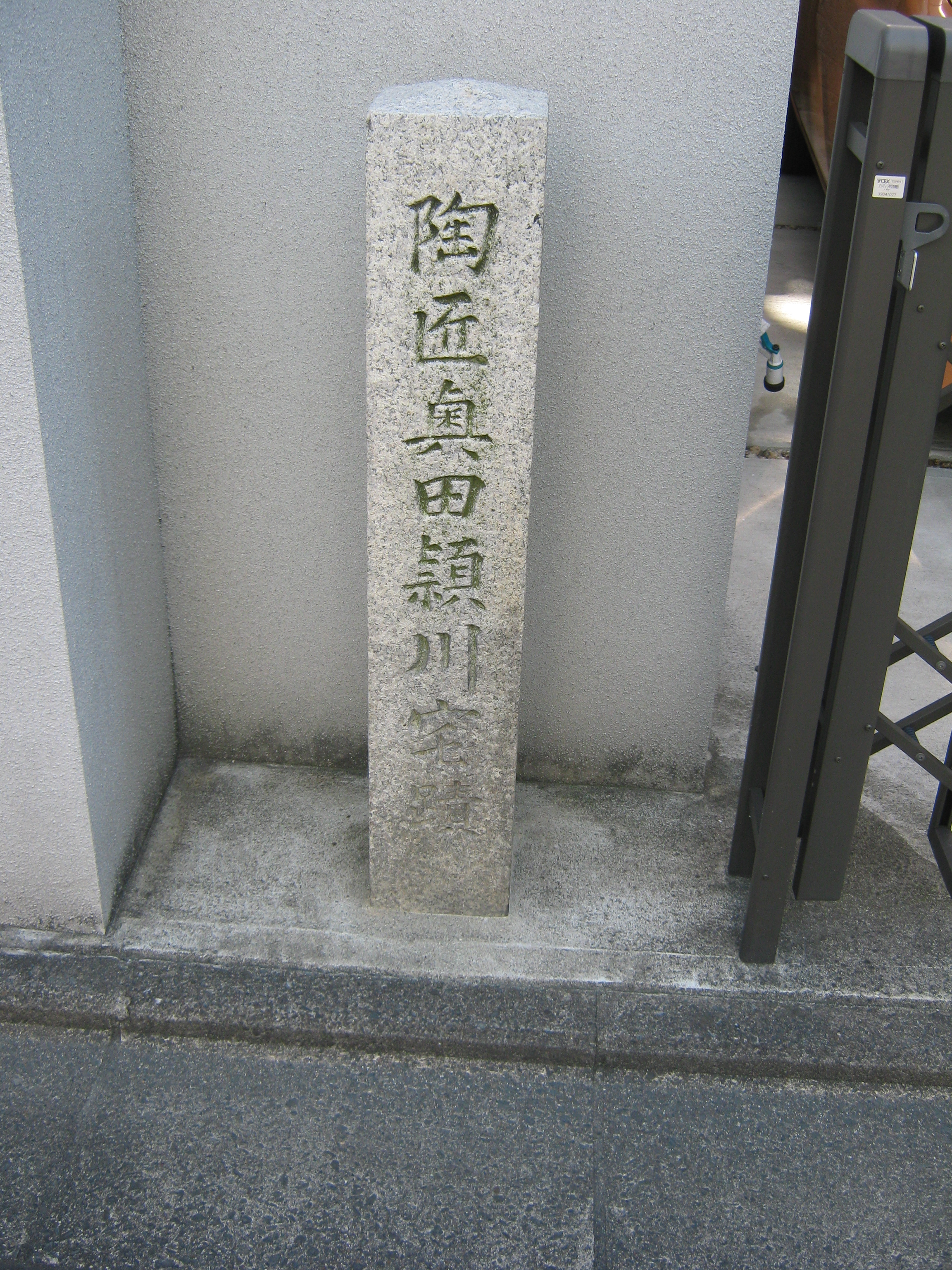
奥田頴川宅蹟、京都市東山区大黒町通五条上る東側

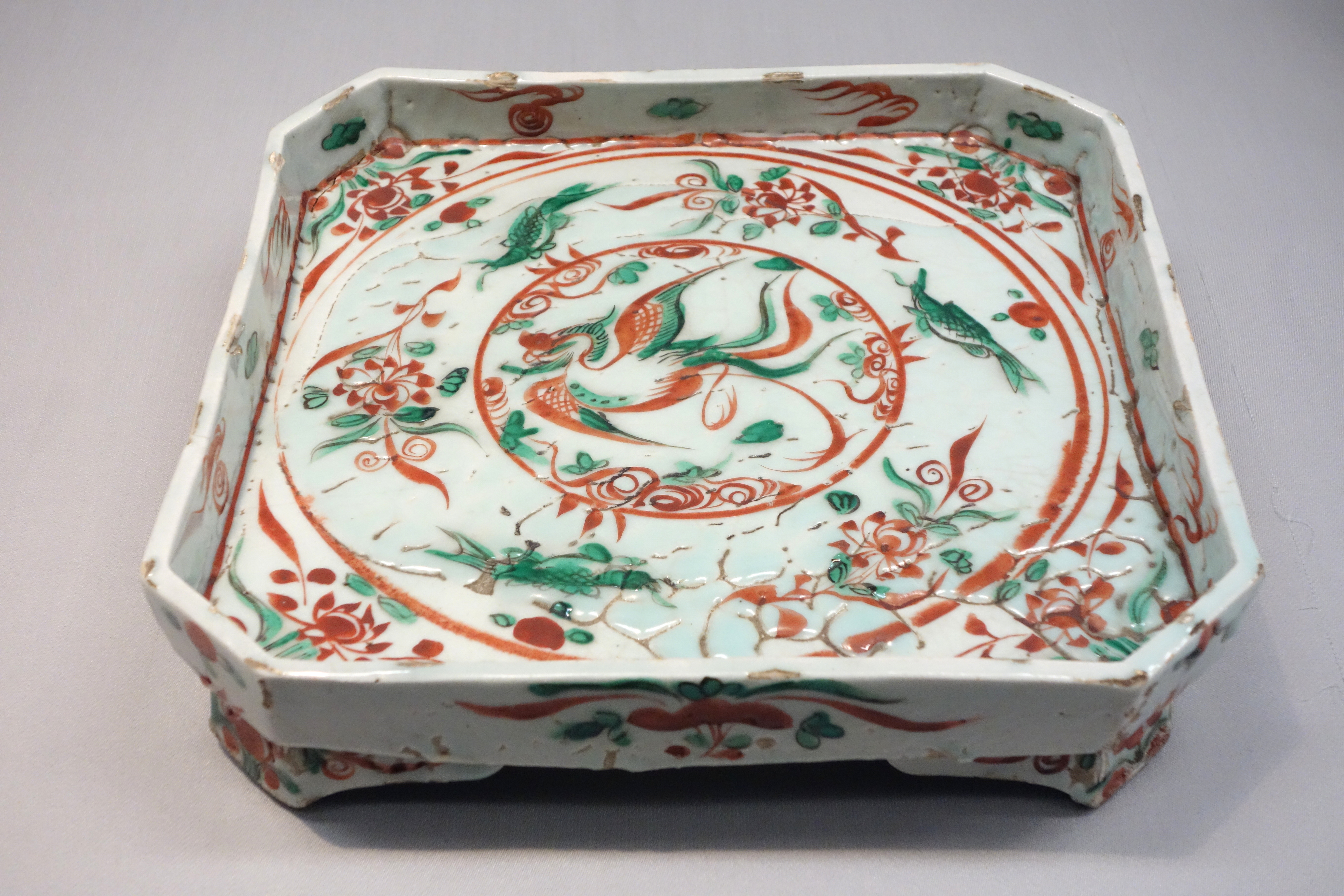
伝・奥田頴川作「色絵飛鳳文隅切膳」（重要美術品、東京国立博物館所蔵）

奥田 頴川（おくだ えいせん、宝暦3年（1753年） - 文化8年4月27日（1811年6月17日））は江戸時代中後期の陶芸家。「頴川」は号で、実家の姓（「えがわ」と読む）でもある。通称「茂右衛門」、本名「庸徳」。
実家は飛来一閑と同様、清の侵攻から亡命した明人の末裔であったといわれる。後に京の質屋「丸屋」の当主・奥田家の養子となり、4代目を嗣ぐ。3代当主は頴川の叔父に当たる。
元来商売より文化活動に向いていた人物で、後を嗣いでも商売は番頭に任せ、諸芸の稽古に精を出していたという。趣味の一つである陶芸には特に熱を上げ、36歳の時には息子に跡を譲り隠居してしまう。清水焼の名工海老屋清兵衛に、また瀬戸の技法を学び磁器の製造実験を行い暗中模索の末に成功。京焼最初の磁器焼成に成功した。呉須赤絵は有名。噂を聞いて集まった若手工人達にその技術を惜しげもなく公開し、京焼の発展に貢献した。これらの若手工人達の中には後の青木木米、仁阿弥道八らがいる。
また作風においても、それまでの京焼とは異なる「染付」「赤絵」「交趾」など中国風の絵付けを施し、一大ブームを起こした。
磁器の開発にしろ、新規な絵付けにしろ、頴川が職業工人ではなく素人陶芸家であったからこそ当時は可能だった事なのだが、京焼ばかりでなく、日本陶芸史に果たした役割は大きい。
死後、作品の大半は菩提寺である建仁寺に奉納された。